# Gutach (Schwarzwaldbahn)
Pour les articles homonymes, voir Gutach.
Gutach (Schwarzwaldbahn) est une commune de Bade-Wurtemberg (Allemagne), située dans l'arrondissement de l'Ortenau, dans le district de Fribourg-en-Brisgau. La dénomination de la localité est « Gutach » tout court, mais on précise généralement « Gutach (Schwarzwaldbahn) », pour éviter toute confusion avec Gutach im Breisgau. Cette commune se trouve en effet sur la Ligne de la Forêt-Noire, la ligne de chemin de fer qui relie la ville d'Offenbourg à celle de Singen.
En 2008 Gutach comptait 2 229 habitants.
Gutach est jumelée avec la commune française de Stosswihr en Alsace.

## Culture

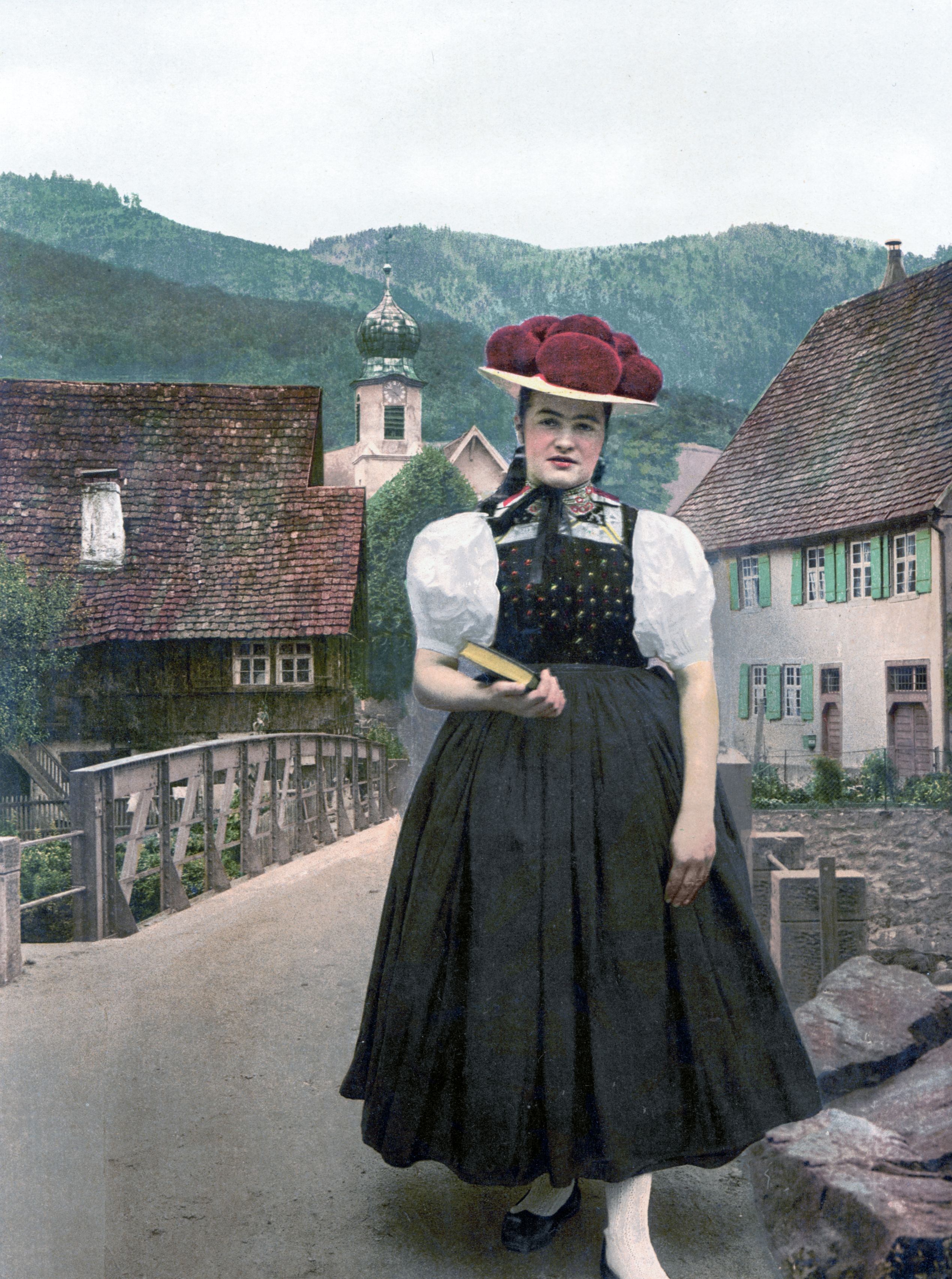
Costume traditionnel, 1898.

Le chapeau à pompons (Bollenhut) – rouges pour les jeunes filles, noirs pour les femmes –, qui est devenu le symbole de la Forêt-Noire, est originaire de la région de Gutach.
À Gutach se trouve l'écomusée de la Forêt-Noire, le musée de plein air Vogtsbauernhof.
À partir de 1890, les peintres Wilhelm Hasemann et Curt Liebich ont participé au mouvement de redécouverte de la Forêt-Noire en s'installant à Gutach, qu'ils ont beaucoup peint et où ils sont morts, respectivement en 1913 et 1937.

## Personnalités
- Anton Joos (1900-1999), homme politique est-allemand, est né à Gutach.